# 쿠겔블리츠
대공전차 4호 쿠겔블리츠(Kugelblitz)는 독일의 자주 대공 전차로 제 2차 세계 대전 동안 개발되었다. 오직 5대의 시제품이 전쟁동안 생산되었다. 앞선 자주대공전차들과는 달리 회전포탑이 개방되어있지 않다.

## 개발
독일은 전차중대를 지켜줄 특별한 자주대공포를 개발할 필요성이 있었다. 그래서 독일 기갑 부대에는 개발의 필요성이 시급해졌다. 1943년 적의 폭격기로부터 독일 공군은 방어율이 점점 작아졌다.
독일군 공군의 방어율을 증강을 위해 독일 공군(Luftwaffe)은 새로운 자주대공포를 개발하기 시작했고, 연구 끝에 쿠겔블리츠가 개발되었다. 쿠겔블리츠는 이전에 개발되어 사용되던 뫼벨바겐, 비르벨빈트, 오스트빈트를 대체하여 전장에 배치되었다. 쿠겔블리츠는 4호 전차의 차체를 원형으로 사용하였다.